# Estación de Emmenbrücke
La estación de Emmenbrücke es una estación ferroviaria de la comuna suiza de Emmen, en el Cantón de Lucerna.

## Historia y situación
La estación de Emmenbrücke fue inaugurada en el año 1856 con la puesta en servicio de la línea Olten - Lucerna por el Schweizerischen Centralbahn (SCB). En 1902 la compañía pasaría a ser absorbida por SBB-CFF-FFS.
Se encuentra ubicada en el barrio de Emmen conocido como Emmenbrücke Süd o simplemente Emmenbrücke, en la zona sur de la comuna. Cuenta con dos andenes, uno central y otro lateral, a los que acceden tres vías pasantes. Además existen varias vías toperas repartidas por toda la estación y varias derivaciones situadas la mayoría en un ramal que sale del noroeste de la estación para dar servicio a varias industrias.
En términos ferroviarios, la estación se sitúa en la línea Olten - Lucerna. Sus dependencias ferroviarias colaterales son la estación de Emmenbrücke Gersag hacia Olten y la estación de Lucerna, extremo de la línea.

## Servicios ferroviarios
Los servicios ferroviarios de esta estación están prestados por SBB-CFF-FFS.

### Regional
- RE Olten - Zofingen - Nebikon - Sursee - Sempach-Neuenkirch - Lucerna. Trenes cada hora en ambos sentidos.

### S-Bahn Lucerna
Por la estación pasan dos líneas de la red de trenes de cercanías S-Bahn Lucerna.
- S 9 Lucerna – Hochdorf – Lenzburg
- S 18 Lucerna - Emmenbrücke - Sempach-Neuenkirch - Sursee.